# Moritz von Uslar
Hans Moritz Walther Freiherr von Uslar-Gleichen (* 25. Juli 1970 in Köln) ist ein deutscher Schriftsteller und Journalist.

## Leben
Moritz von Uslar wurde als erstes Kind des Bonner Kulturdezernenten Hans-Jochem von Uslar (1938–2022) und dessen Frau Nora-Maria, geb. Freiin von der Borch in Köln geboren. Er hat zwei Schwestern. Uslar wuchs in Berlin auf und besuchte das Internat Birklehof in Hinterzarten. Nach einem Volontariat beim Magazin Tempo arbeitete er von 1992 bis 2004 als Redakteur beim Magazin der Süddeutschen Zeitung. Dort begann er seine Interviewserie 100 Fragen an …. Zusammen mit Rebecca Casati veröffentlichte er 1999 die gesammelten Kolumnen Wie sehen Sie denn aus? Eine Stilkritik. 2001 war er Teil des ZDF Nachtstudio mit Volker Panzer, Rainald Goetz und Barbara Sichtermann. Von 2006 bis 2008 arbeitete er als Redakteur für den Spiegel. Anschließend wechselte er zur Zeit. Seit 2021 ist er mit Dorothée Stöbener Leiter des Ressorts „Entdecken“. Seit 2017 ist er Mitglied der SPD.
Moritz von Uslar lebt in Berlin. Aus seiner Beziehung mit der Schauspielerin Nicolette Krebitz hat er einen Sohn.

## Werk
Als Schriftsteller schrieb Uslar Kurzgeschichten, etwa Davos, die 1999 in dem von Christian Kracht herausgegebenen Sammelband Mesopotamia erschien. Im Text Drei nach Neun (2001) beschreibt er eine Begegnung mit der damaligen CDU-Vorsitzenden Angela Merkel in der Garderobe vor der Aufzeichnung der Talkshow 3 nach 9. Er schrieb die Theaterstücke Freunde (2000), Freunde 2 (2001) und Abso-fuckin-lutely. The Best of Lulu (2004). 2006 erschien sein erster Roman Waldstein oder Der Tod des Walter Gieseking am 6. Juni 2005. Im Mai 2024 begann er das Blog Meldungen aus dem Wald.

### Deutschboden(2010)

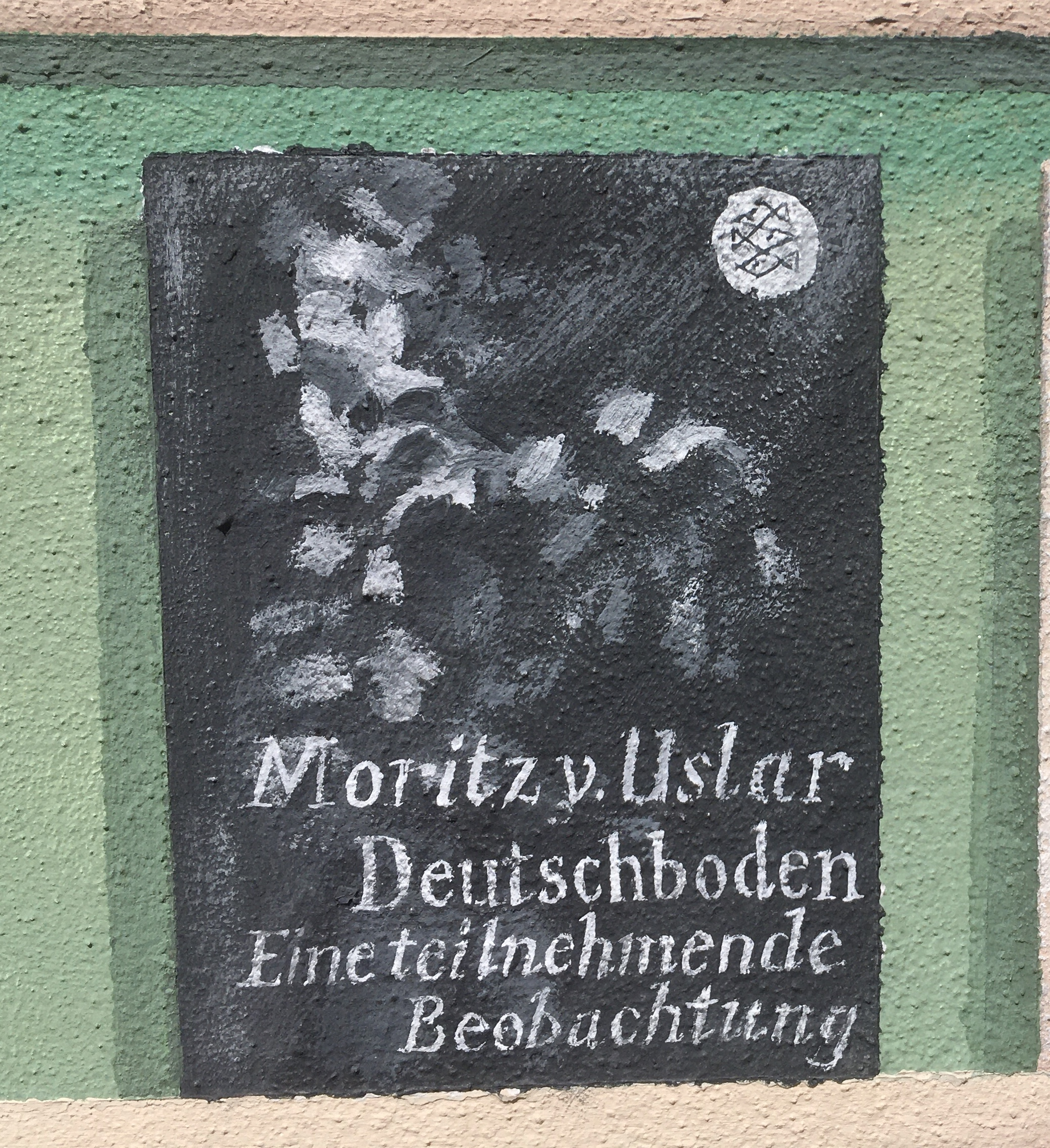
Fassadenmalerei mit „Deutschboden“-Buchumschlag an der ehemaligen Buchhandlung in der Berliner Straße in Zehdenick (2013)

2010 erschien Uslars Buch Deutschboden, das auf einen dreimonatigen Aufenthalt in der brandenburgischen Kleinstadt Zehdenick im Jahr 2009 zurückgeht. Uslar hatte 18 Orte erkundet, bis er sich für Zehdenick entschied. Das reportageartige Buch trägt den Untertitel Eine teilnehmende Beobachtung, der sich auf den anthropologischen Begriff der teilnehmenden Beobachtung bezieht. Es ist nach einem Wohnplatz im Wald nahe der Stadt benannt. Der Name „Deutschbóden“ wird auf der zweiten Silbe betont. Uslar schildert und zitiert verschiedene Stadtbewohner, mit denen er sich in verschiedenen Kneipen regelmäßig traf, aus der Ich-Perspektive, verwendet aber auch die 3. Person, wenn er über „den Reporter“ schreibt. Die Stadt Zehdenick heißt im Buch „Oberhavel“. 
Für einen Artikel in der Welt am Sonntag befragte der Journalist Kolja Reichert einige Protagonisten zu ihrer Meinung über Uslars Buch. Reichert warf Uslar „Pose“ statt ernsthaftem Interesse vor. Die veränderten Namen seien leicht ermittelbar. Uslar sei in seiner Beschreibung nachlässig vorgegangen, „um eine möglichst krasse Ost-Exotik zu schaffen“. Die im Buch beschriebene Band 5 Teeth Less habe ihm bewusst Material geliefert. Was für einen Ethnologen eine verfälschende Versuchsanordnung sei, sei Uslar willkommen: „Das Geschehen macht sich krasser, als es ohne ihn wäre.“ Uslar beschwerte sich über den Artikel in mehreren SMS bei Welt-Feuilletonchef Cornelius Tittel. Er stelle einen „Skandalisierungsversuch“ dar. Uslar schrieb: „Cornelius, Du hässlicher Eierkopf.“ Auf Tittels Frage, ob er den kompletten SMS-Verkehr veröffentlichen dürfe, reagierte Uslar positiv. Er konnte jedoch nicht vollständig veröffentlicht werden, da Medienanwalt Christian Schertz kurz vor Redaktionsschluss mit rechtlichen Schritten drohte. Die Kontroverse wurde in verschiedenen Medien besprochen.
2014 erschien der Dokumentarfilm Deutschboden unter der Regie von André Schäfer, in dem Uslar und einige Protagonisten des Buchs auftreten.
2017 warf die in Zehdenick geborene Schriftstellerin Manja Präkels Uslar in einem Spiegel-Artikel vor, die rechtsradikale Vergangenheit seiner Protagonisten verharmlost zu haben. Uslar erwiderte in einem Zeit-Artikel, er habe Rechtsradikalismus immer wieder thematisiert, zudem seien seine Protagonisten zu jung, um an rechtsextremen Gewalttaten Anfang der 1990er Jahre beteiligt zu sein, die Präkels in ihrem Roman Als ich mit Hitler Schnapskirschen aß schildert.

### Nochmal Deutschboden(2020)
2020 veröffentlichte Uslar mit Nochmal Deutschboden ein zweites Buch über Zehdenick. Im Frühjahr 2019 hatte er die Protagonisten seines ersten Buchs erneut besucht. Für das Buch organisierte er ein Gespräch von Stadtbewohnern mit der damaligen SPD-Kandidatin für die Europawahl 2019 Katarina Barley, führte Gespräche mit AfD-Lokalpolitikern und Bewohnern der Flüchtlingsunterkunft. Während Uslar im ersten Buch lediglich ein Schild mit der Aufschrift „Deutschboden 1 km“ beschreibt, den eigentlichen Ort aber nicht findet, lässt er sich im zweiten Buch die Siedlung von einem Kleinstadtbewohner zeigen. Er beschreibt die fünf Häuser der Ansiedlung und gibt die Geschichte des Namens wieder, der an einer Informationstafel zu lesen ist: Der Name Deutschboden leitet sich von einem erstmals 1592 schriftlich erwähnten durch die Schorfheide verlaufenden Wildzaun ab. An der Stelle des heutigen Schilds stand ein Gatter, das durchziehenden Kaufmannszügen signalisierte, wieder auf deutschem Boden zu sein. 
Uslars Buch kam auf die Spiegel-Bestsellerliste und stieß bei der Kritik auf gemischtes Echo. In der Frankfurter Allgemeinen Sonntagszeitung warf Johannes Franzen Uslar vor, dem Thema weder ethisch noch ästhetisch gewachsen zu sein. Uslar komme nie in die Nähe der „eigentlichen Geschichten, weil er die ausgestellte Traurigkeit des verordneten Männlichkeitsklischees“ mit der Traurigkeit verwechsele, die dieses Klischee kaschieren solle. Cornelius Pollmer lobte das Buch in der Süddeutschen Zeitung, warf Uslar jedoch ungenauen Umgang mit Fakten vor.

## Bücher
- Mit Rebecca Casati: Wie sehen Sie denn aus? Über Geschmack läßt sich nicht streiten. Warum eigentlich nicht? Eine Stilkritik. Heyne, München 1999, ISBN 3-453-16541-1.
- 100 Fragen an … Kiepenheuer & Witsch, Köln 2004, ISBN 3-462-03392-1.
- Waldstein oder Der Tod des Walter Gieseking am 6. Juni 2005. Kiepenheuer & Witsch, Köln 2006, ISBN 978-3-462-03692-3.
- Deutschboden. Eine teilnehmende Beobachtung. Kiepenheuer & Witsch, Köln 2010, ISBN 3-462-04256-4.
- 99 Fragen an: Mehr braucht kein Mensch. Jetzt mit einer Frage weniger. Kiepenheuer & Witsch, Köln 2014, ISBN 978-3-462-04647-2.[19]
- Auf ein Frühstücksei mit ... Kiepenheuer & Witsch, Köln 2017, ISBN 978-3-462-05115-5.
- Nochmal Deutschboden. Meine Rückkehr in die brandenburgische Provinz, Kiepenheuer & Witsch, Köln 2020, ISBN 978-3-462-05325-8.

## Auszeichnungen
- 2012: Fontane-Literaturpreis der Fontanestadt Neuruppin für Deutschboden. Eine teilnehmende Beobachtung